# 木曾川橋站
木曾川橋站（日语：／ Kisogawa-Bashi eki */?）是位於愛知縣一宮市北方町，名古屋鐵道尾西線的車站。

## 歷史
此站位於尾西線已廢除區間（玉之井站至木曾川港站）。由於木曾川港站為貨運車站，因此以客運車站來說，木曾川橋站是尾西線的終點站。在部分時期，一之宮站（現時：名鐵一宮站）至木曾川橋站之間被稱為木曾川線。
車站名稱「木曾川橋」是取自1910年（明治43年）建成的（木製）木曾川橋。該（木製）木曾川橋在1937年（昭和12年）重建為（鋼製）木曾川橋（舊道路法國道12號→新道路法國道22號→岐阜縣道·愛知縣道14號岐阜稻澤線）時，把（木製）木曾川橋拆毀。橋腳的痕跡依然存在。木曾川橋與木曾川橋站之間相距約300米。
名岐鐵道名岐線（現時：名鐵名古屋本線）新一宮至岐阜之間在1935年（昭和10年）開通。在該線全線開通前，木曾川線也是連接名古屋與岐阜之間的路線之一。當時，於名古屋一方終點站柳橋站至此站之間設有急行列車班次。乘客在此站下車後會徒步（或後來轉乘巴士）前往木曾川對面岸的笠松站（第一代笠松站。位於現時笠松站的南邊，參見笠松站、笠松口站）。隨後於笠松站轉乘鐵路前往岐阜方向。
- 1914年（大正3年）8月4日 - 尾西鐵道新一宮站至此站之間開通，此站啟用[1]。
- 1918年（大正7年）5月1日 - 此站至木曾川港站之間的貨物線開通。
- 1922年（大正11年）7月10日 - 新一宮站至木曾川港站之間電氣化。
- 1925年（大正14年）8月1日 - 在被收購後，成為名古屋鐵道尾西線車站。
- 1944年（昭和19年）3月21日 - 奧町站至木曾川港站之間被指定為不要不急線，因此該區間暫停營運，此站也暫停營運。
- 1959年（昭和34年）11月25日 - 玉之井站至木曾川港站之間廢除，此站也廢除。

## 配線圖
|                 | 木曾川港站至木曾川橋站 站內配線略圖（1943年） | → 新一宮方向 |
| 图例 参考文献： |                                               |              |

## 現時
- 車站遺址現時是私人土地，還遺留了月台痕蹟。並於曾經使用的月台上建設民居。
- 在車站附近的北方西保育園地面上設立了「尾西鐵道木曾川橋站跡」資訊牌。
- 車站遺址是在名鐵名古屋本線木曾川堤站西南方約600米附近。

## 相鄰車站
所屬路線與相鄰車站取自營業時代。
名古屋鐵道
尾西線
里小牧－木曾川橋－（貨）木曾川港

## 注腳
1. ↑  今尾惠介（監修）.  7號東海: 48. 2008年11月18日.
2. ↑  清水武、田中義人《名古屋鉄道車両史 上巻》，Alpha Beta Books，2019年，p.184，ISBN 978-4865988475